# Сума (река, впадает в Белое море)
Су́ма — река в России, протекает по территории Беломорского и Сегежского районов Карелии, порожиста, впадает в Онежскую губу Белого моря.
Длина реки — 164 км, площадь водосборного бассейна — 2020 км². Река берёт начало из Мелозера на высоте 181,2 м над уровнем моря. Течёт по заболоченным лесам на север через многочисленные озёра. Впадает в Сумскую губу на западе Онежской губы Белого моря.
Замерзает в ноябре — декабре, ледоход в конце апреля.
На реке находятся (ниже Сумозера) посёлок Хвойный, деревня Лапино, село Сумский Посад.
| Средний расход воды (м³/с) реки Сумы по месяцам и за год с 1926 по 1988 гг. (замеры производились на гидрологическом посту в районе с. Сумский Посад, в 5,9 км от устья) |

## Бассейн

### Притоки
(курсивом указано место впадения)
- Керкоручей (26 км от устья)[8]
- Кевот (42 км от устья, Кевотозеро)[8]
- Енга (Сумозеро)[7]
- Ялмас (с притоком Сарой) (Сумозеро)[7]
- Пенега (Сумозеро)[7]
- Луда (с притоком Лавтручьём) (Корбозеро)[7]
- Габ (Ильино)[7]
- Коросозерка (Пулозеро)[7]
- Илеменза (Пулозеро)[7]
- Кукша-Мокса (Пулозеро)[7]

### Озёра
Сума протекает через озёра:
- Шунозеро;
- Хижозеро;
- Пулозеро;
- Воренжа;
- Сумозеро[4];
- Пустовское[8].

К бассейну Сумы также относятся озёра:
- Ладозеро
- Тегозеро
- Щукозеро
- Среднее (подбассейн Коросозерки)
- Нелозеро (подбассейн Коросозерки)
- Шайозеро (подбассейн Коросозерки)
- Коросозеро (подбассейн Коросозерки)
- Чундозеро (подбассейн Габа)
- Габозеро (подбассейн Габа)
- Метчозеро (подбассейн Лавтручья, притока реки Луды)

## Данные водного реестра

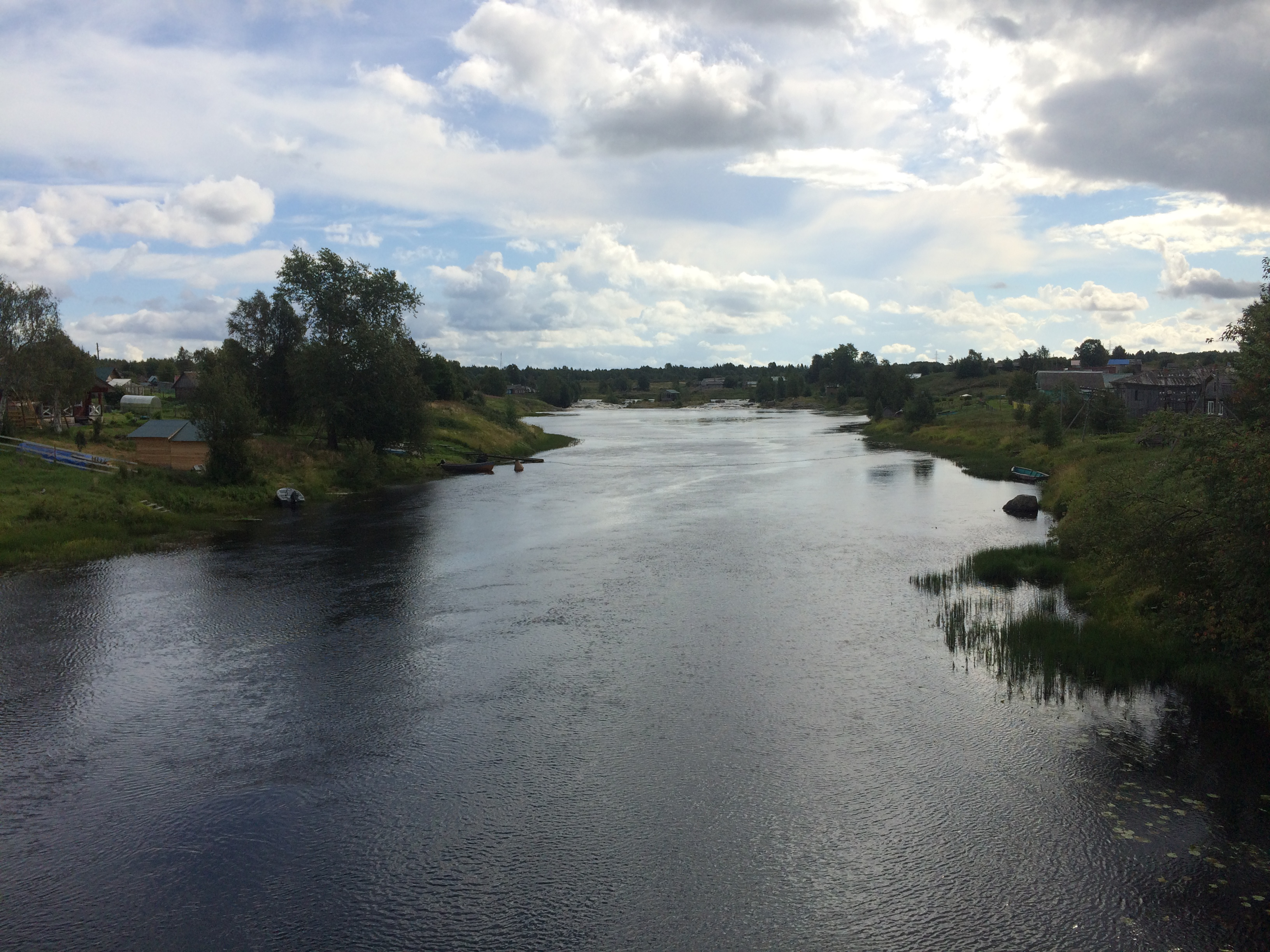

По данным государственного водного реестра России, относится к Баренцево-Беломорскому бассейновому округу. Речной бассейн — бассейны рек Кольского полуострова и Карелии, впадающих в Белое море, водохозяйственный участок — реки бассейна Онежской губы от южной границы бассейна реки Кеми до западной границы бассейна реки Унежмы, без реки Нижний Выг.
Код водного объекта в государственном водном реестре — 02020001412102000007068.